# Coração Vagabundo
Coração Vagabundo é um documentário brasileiro dirigido por Fernando Grostein Andrade que retrata Caetano Veloso durante a turnê do CD 'A Foreign Sound'. O filme registra a intimidade do cantor durante a turnê pelos Estados Unidos e o Japão, além de descobrir um pouco mais sobre o estado de espírito do cantor, como a saída de sua cidade natal, a relação com Almodóvar, o sucesso no estrangeiro e a separação de Paula Lavigne.
O filme estreou no dia 24 de Julho de 2009.